# Vombisidris regina
Vombisidris regina är en myrart som beskrevs av Bolton 1991. Vombisidris regina ingår i släktet Vombisidris och familjen myror. Inga underarter finns listade i Catalogue of Life.

## Bildgalleri

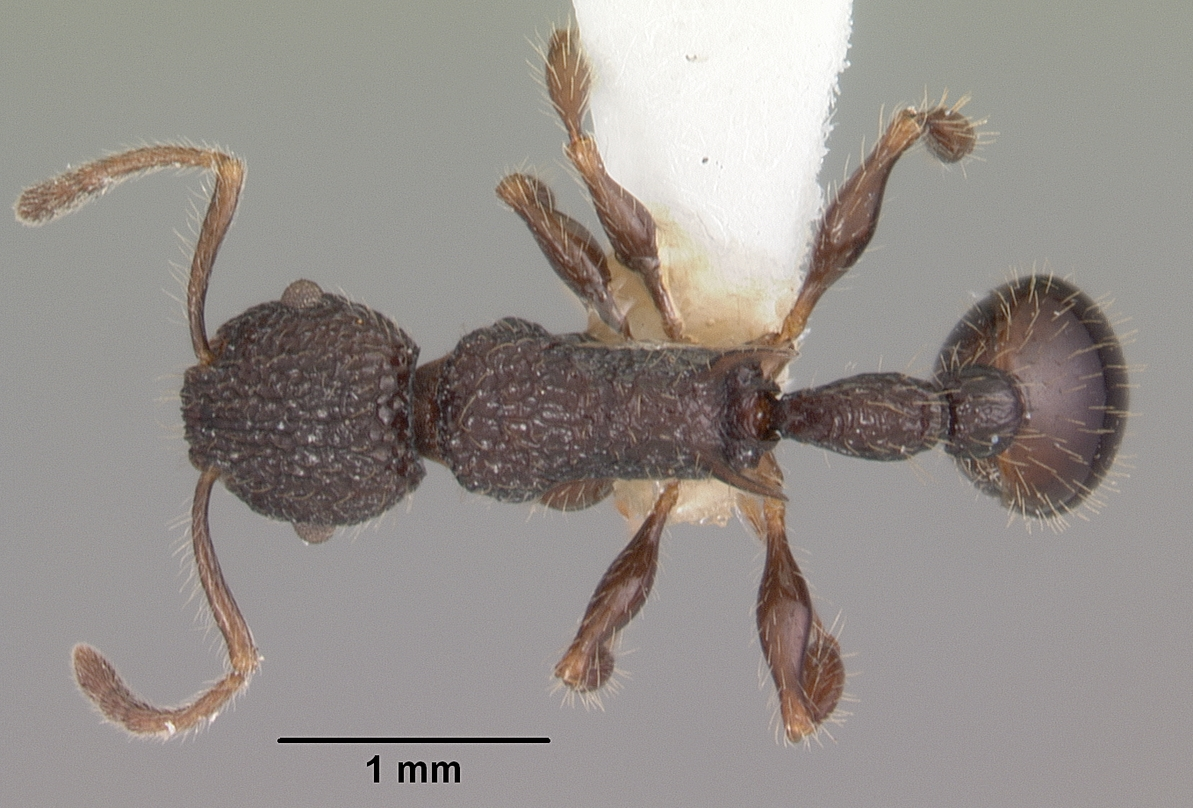
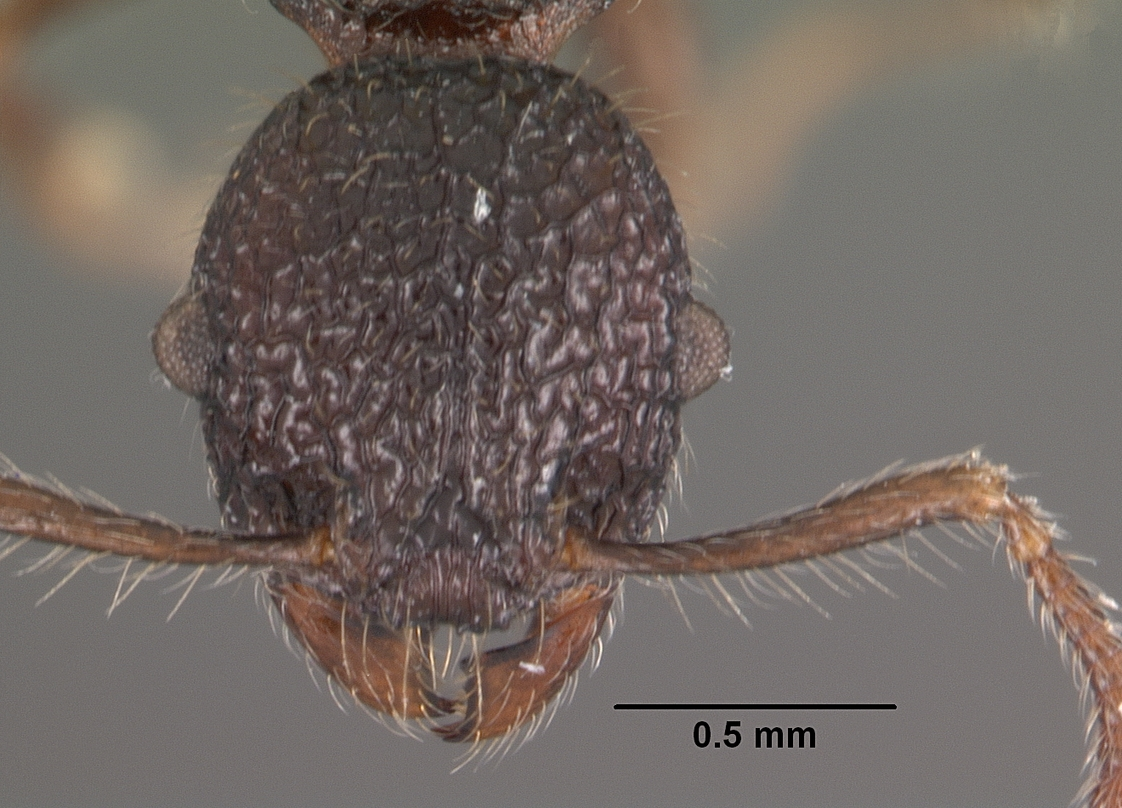
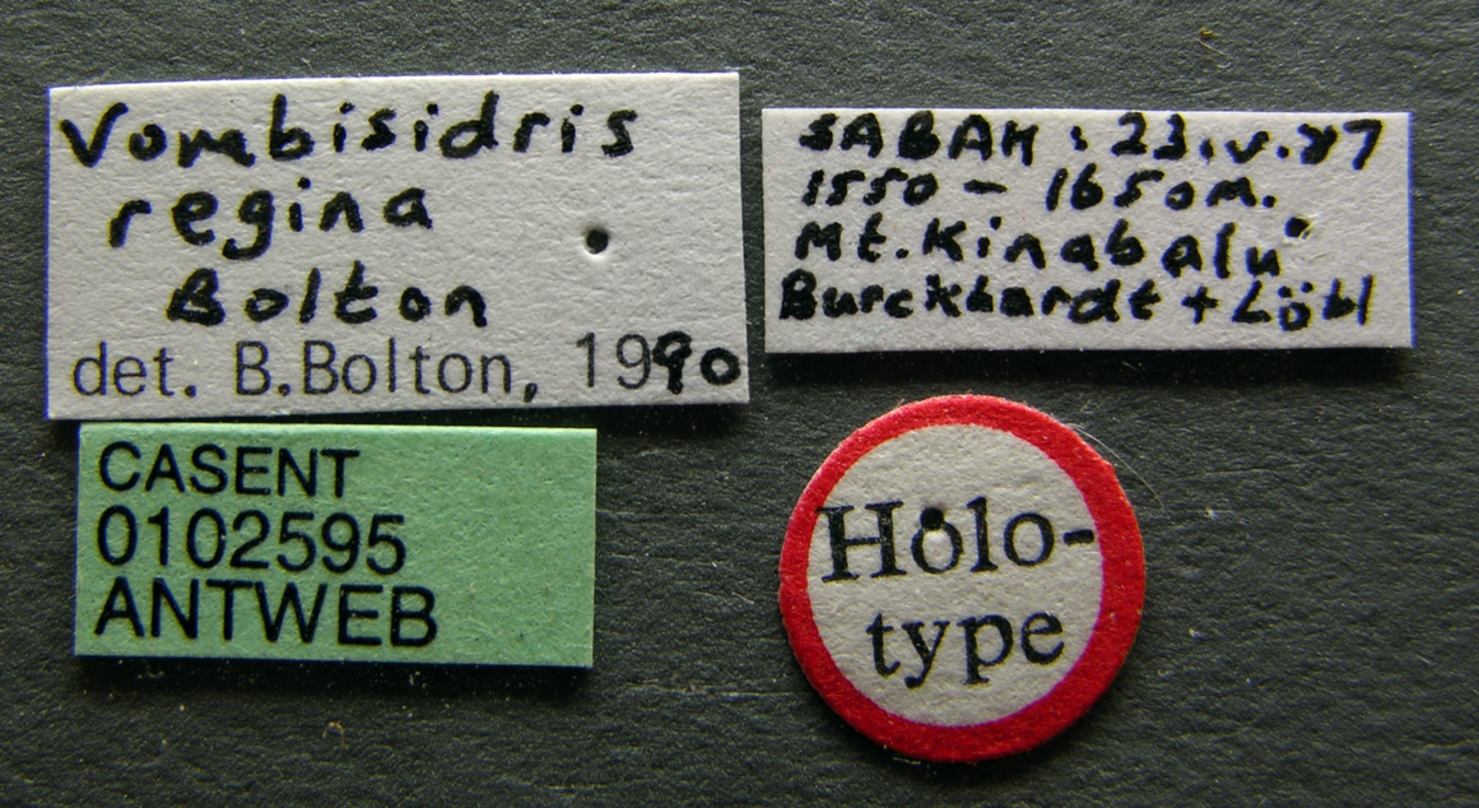
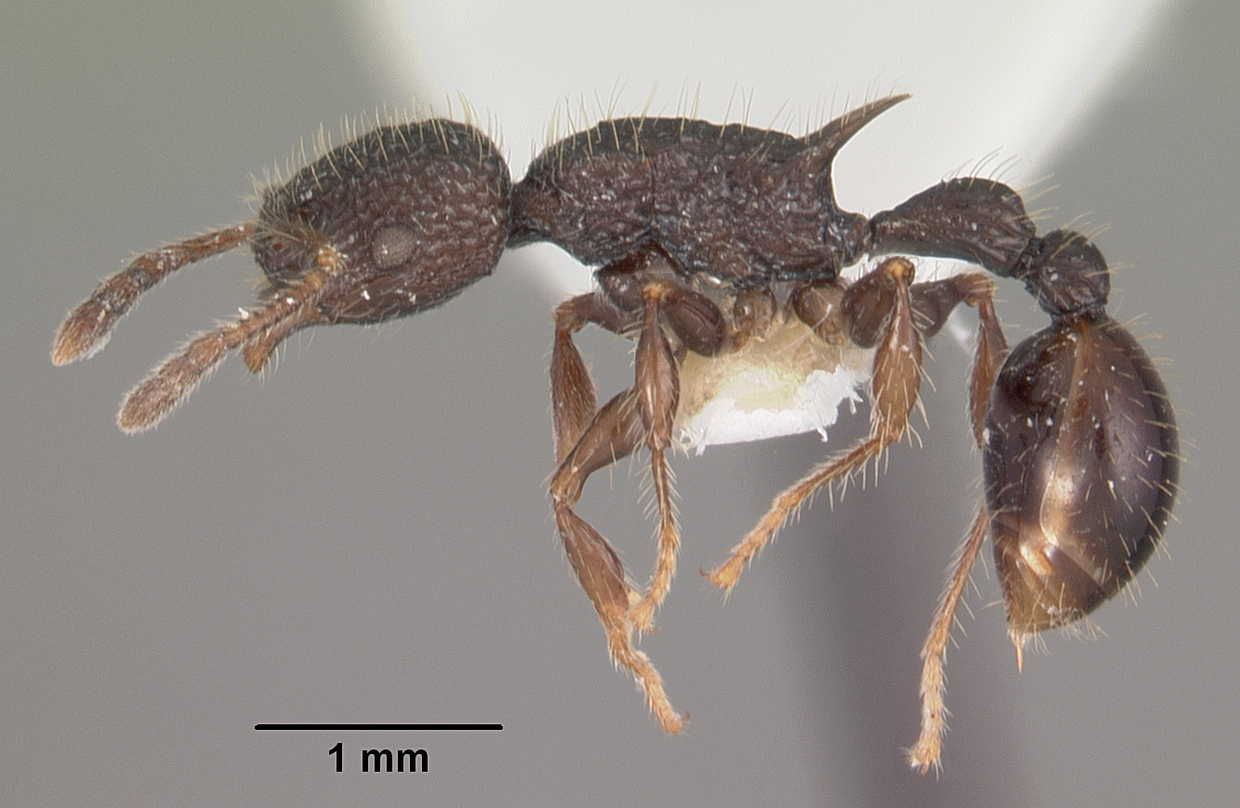
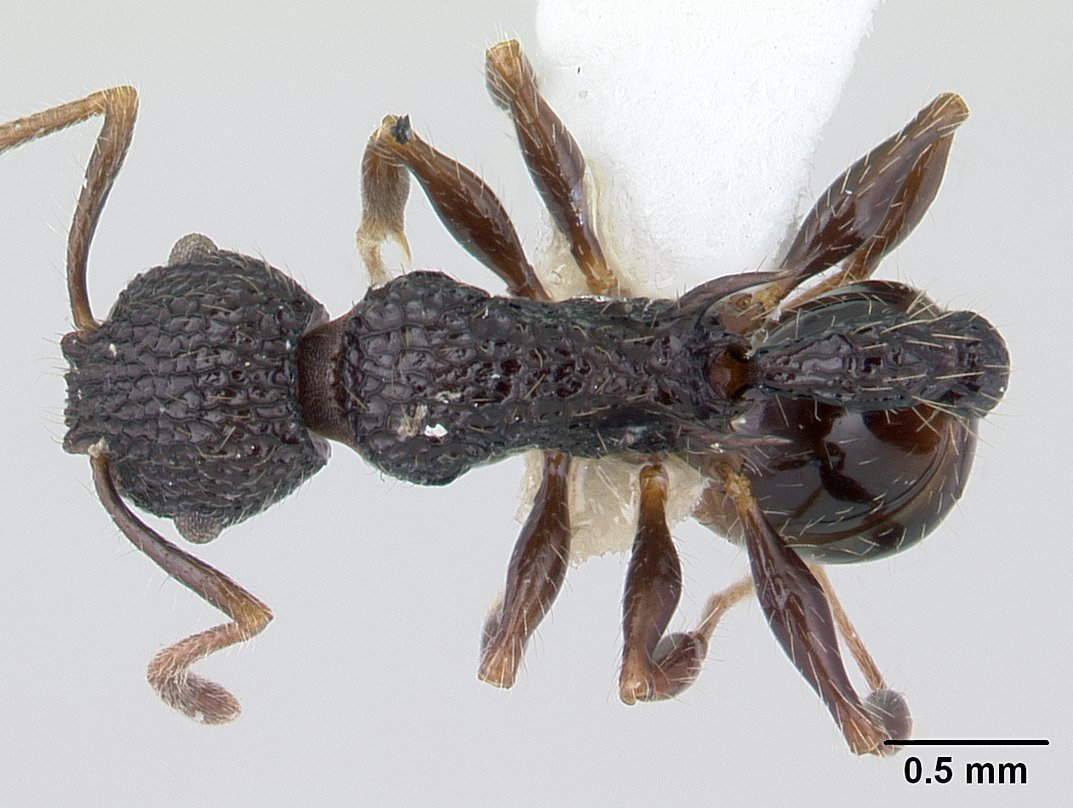
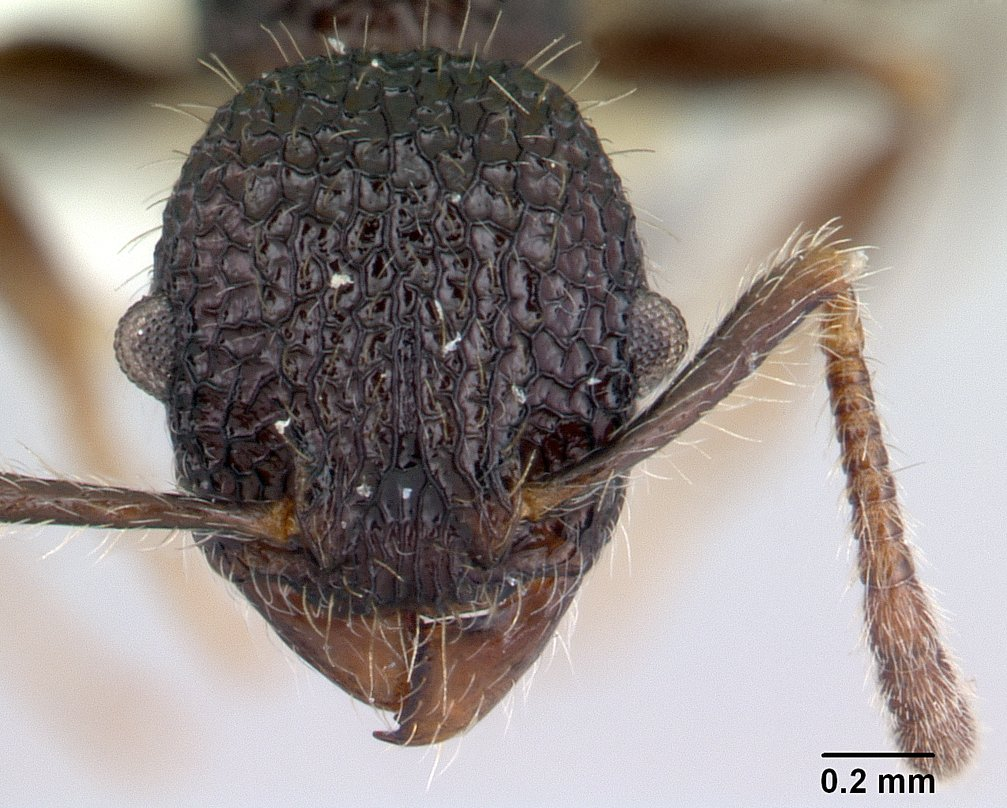